# 食用蝙蝠

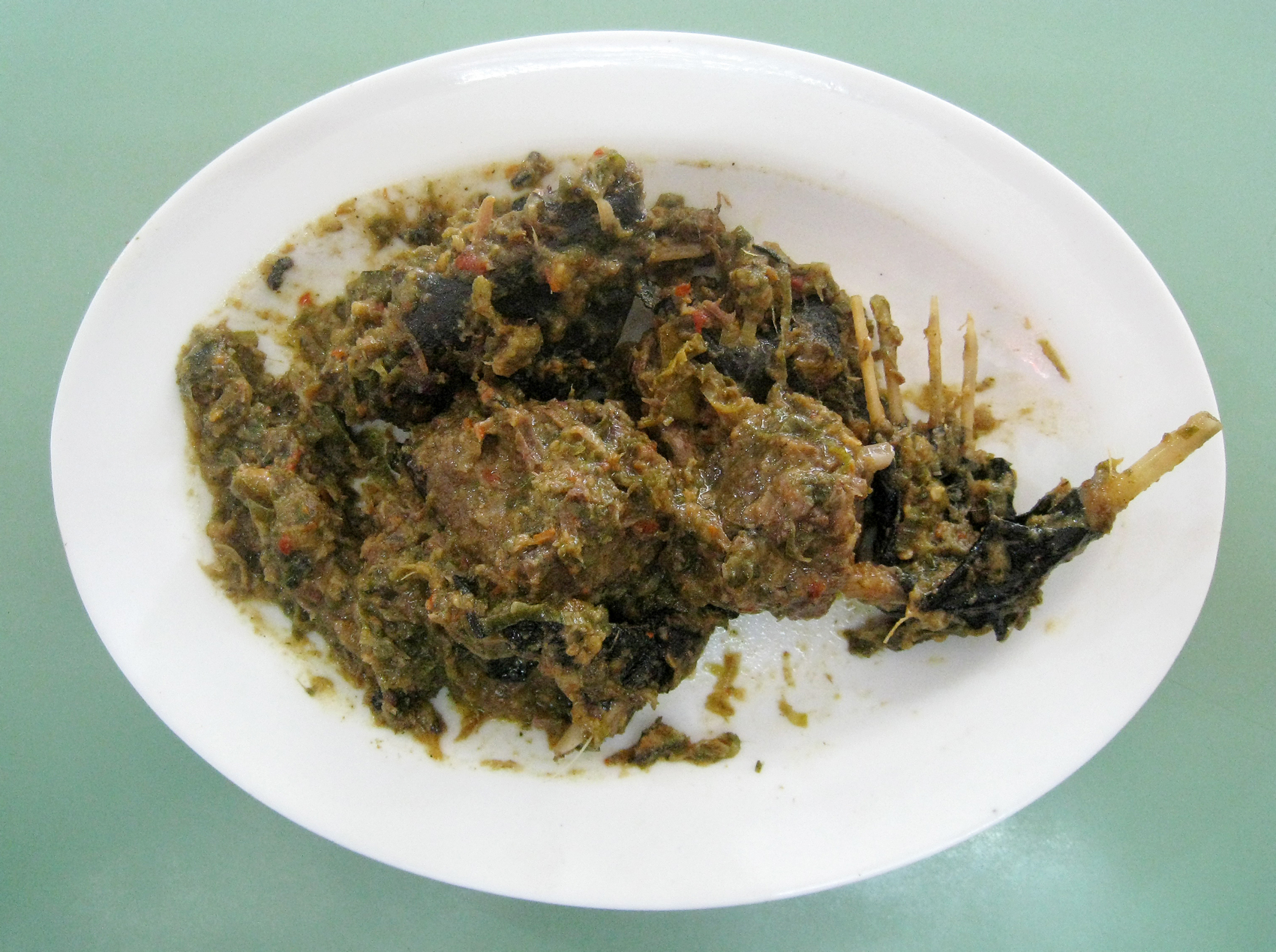
一盘Paniki狐蝠肉，摄于印度尼西亚北苏拉威西省万鸦老。

在亚洲和环太平洋地区，人们有时食用蝙蝠。印度尼西亚、泰国、越南、帕勞，關島和中國大陸等地皆有人类食用蝙蝠的记载。在关岛，人们把马里亚纳狐蝠当作美味。除了食用外，蝙蝠皮也是当地人的目标。1999年版的《牛津食品百科》称，马里亚纳狐蝠肉有“鸡肉一般的口味”，马里亚纳狐蝠是“专吃水果的干净动物”。蝙蝠肉有多种做法，例如炙烤、烧烤、油炸等；它的脂肪含量低而蛋白质含量高。油炸时，蝙蝠会散发出类似尿的臊臭味。可以用大蒜、洋葱、胡椒粉等调味品减轻异味。

## 蝙蝠传播病毒的风险
由于蝙蝠能够携带和传播传染病病毒，在西非，捕猎和食用蝙蝠已成为严重的公共卫生问题。蝙蝠可携带例如埃博拉病毒、马尔堡病毒等丝状病毒，感染了这些病毒的蝙蝠会把病毒传染到附近的人身上。此外，蝙蝠也是亨尼巴病毒和丽莎病毒的宿主。蝙蝠也可以携带冠状病毒，是近年来多种大规模流行的呼吸道疾病（例如非典型肺炎、2019冠状病毒病）的源头。
另一方面，食用蝙蝠可能引发某种神经退行性疾病。美国国家热带植物园的民族植物学家保罗·阿伦·科克斯和纽约阿尔伯特·爱因斯坦医学院的神经学家奥利弗·萨克斯发现蝙蝠食用大量苏铁科植物，其中的滴滴涕等有毒物质沿食物链流动，营养级越高的捕食者体内的毒素就越多。

## 用蝙蝠肉做成的菜品
在印尼北苏拉威西省，有一道用到狐蝠肉的名为Paniki的菜品。在帕劳，有一道包含椰奶、生姜和各种调味料的蝙蝠汤品。此外在圣多美和普林西比也有食用蝙蝠的传统。

准备烹制蝙蝠
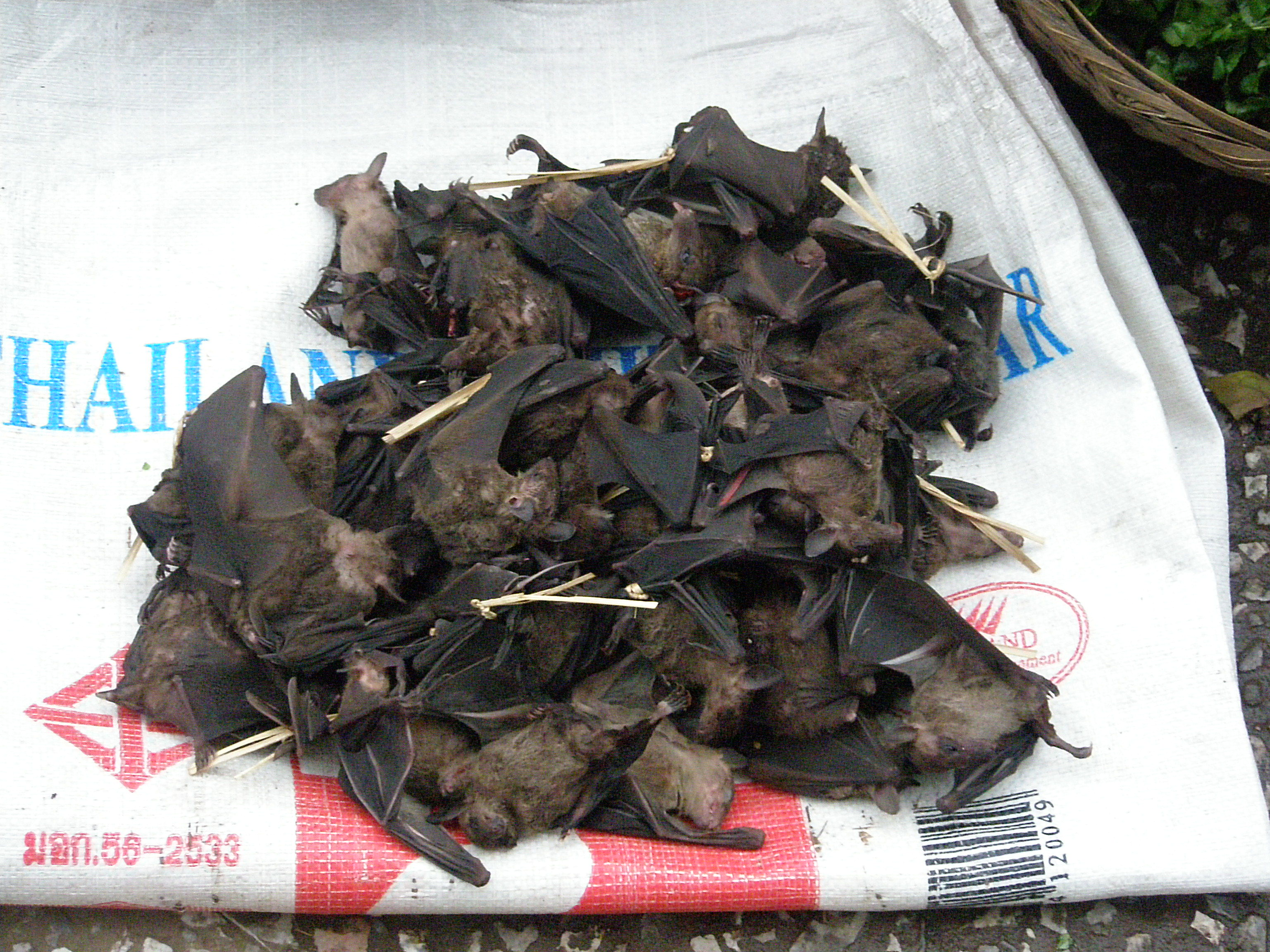
被捕来的蝙蝠，摄于老挝
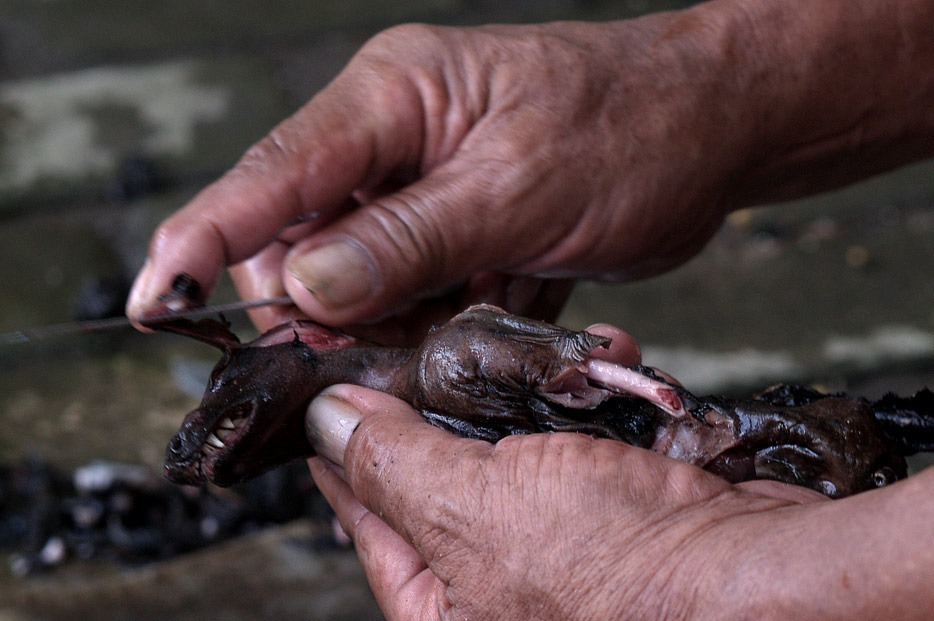
下锅前的处理
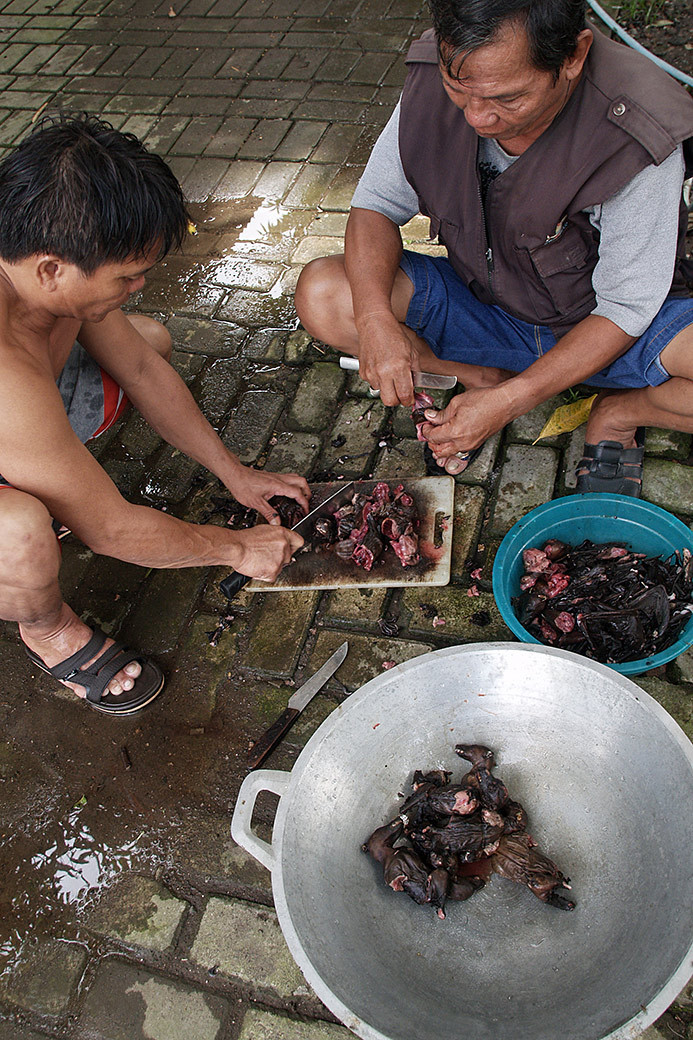
下锅前的处理
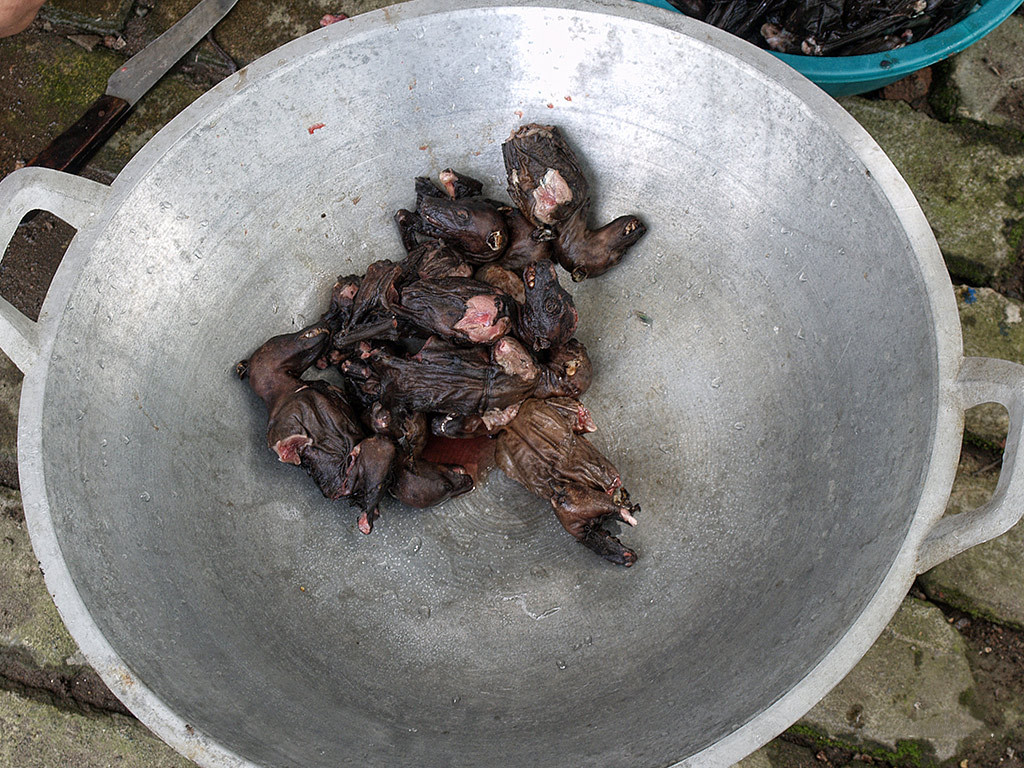
准备开火